# AX530IN
AX530INは、ネットインデックスが開発した、ウィルコム向けPCカード形データ通信端末製品である。

## 概要
2007年4月5日、ウィルコムのAIR-EDGEに対応したデータ通信端末として発売開始。同日に開始されたW-OAM typeG方式に対応した第一号機であり、最大約800kbpsのデータ通信をサポートしている。
製品には Windows 2000、XP、Vista、Mac OS 10.2 ~ 10.4.8 に対応するセットアップ用のソフトウェアを収録したCD-ROMを同梱。パソコンのPCカード Type II スロットに挿入し、アンテナを立てて使用する。

## スペック
- 寸法: 54×10×127 ミリメートル（PCカード Type II Extended準拠）
- 重量: 62 グラム
- 対応通信方式: 8x / 4x / 2x / 1x パケット方式、フレックスチェンジ方式、64k / 32k PIAFS
- 消費電流: 680 mA （8x パケット通信時平均）